# Thinophilus spinulosus
Thinophilus spinulosus är en tvåvingeart som beskrevs av Octave Parent 1929. Thinophilus spinulosus ingår i släktet Thinophilus och familjen styltflugor. Inga underarter finns listade i Catalogue of Life.